# Réductone
Les réductones sont une classe spéciale de composés organiques. Ce sont des énediols dont le groupe énediol est adjacent à un groupe carbonyle, c'est-à-dire qu'ils comportent la séquence RC(OH)=C(OH)-C(=O)R'. La structure de la forme énediol est ainsi stabilisée par résonance/tautomérisme avec le carbonyle voisin, ce qui fait que l'équilibre chimique est plus en faveur de la forme énediol que de la forme céto.
Les réductones sont des réducteurs, et donc des antioxydants efficaces. Certaines sont des acides relativement forts. Parmi les réductones les plus connues, on compte le tartronaldéhyde, l'acide réductique et l'acide ascorbique.
| Exemples of reductones | Exemples of reductones | Exemples of reductones        |
| ---------------------- | ---------------------- | ----------------------------- |
|                        |                        |                               |
| Tartronaldéhyde        | Acide réductique       | Acide ascorbique (Vitamine C) |